# Пястовиці (Великопольське воєводство)
Пястовиці (пол. Piastowice) — село в Польщі, у гміні Месцисько Вонґровецького повіту Великопольського воєводства.
Населення — 19 осіб (2011).
У 1975-1998 роках село належало до Познанського воєводства.

## Демографія
Демографічна структура станом на 31 березня 2011 року:
|          | Загалом | Допрацездатний вік | Працездатний вік | Постпрацездатний вік |
| -------- | ------- | ------------------ | ---------------- | -------------------- |
| Чоловіки | 10      | 1                  | 8                | 1                    |
| Жінки    | 9       | 0                  | 6                | 3                    |
| Разом    | 19      | 1                  | 14               | 4                    |